# Brevipalpus coldenia
Brevipalpus coldenia är en spindeldjursart som beskrevs av Baker, Tuttle och Abbatiello 1975. Brevipalpus coldenia ingår i släktet Brevipalpus och familjen Tenuipalpidae. Inga underarter finns listade.